# Expansió còsmica en escala
La teoria de l'expansió còsmica en escala (anglès: Scale Expanding Cosmos, SEC) és un model cosmològic desenvolupat a finals dels anys 1990 per C. Johan Masreliez com una alternativa a la teoria del big-bang, també basat en la teoria de la relativitat general.

## Introducció
SEC té l'ambició de presentar una cosmologia física integral, elaborada des d'un primer principi i el Principi cosmològic perfecte. Aquest significa que no només ha de realitzar millor que BB, però a més també presentar algunes prediccions refutables nous. Un efecte d'arrossegament còsmica que dificulta velocitats és una tal conseqüència de les mètriques de la SEC. Aquest arrossegament còsmica pot explicar els fenòmens en general atribuït a la matèria fosca.
Els dos famosos astrofísics suecs Bergström i Goober han indicat (2004) que és notable que el model estàndard no tracta a temps i l'espai de la mateixa manera, però pot ser mesurat amb una simple transformació de coordenades. És un acostament conformal del temps a la relativitat general que requereix l'extensió discreta exponencial de la coordenada del temps perquè sigui conformi amb la continuïtat de la varietat, donant per resultat una FLRW-solució modificada.
Això significa que la teoria SEC és un model de l'univers, que assumeix que les quatre dimensions de l'espai i del temps s'amplien en escala. Mentre que les dimensions espacials de l'univers s'amplien, el pas del temps disminueix imperceptiblement en passos minúsculs per a preservar una escala constant de distàncies mesurades, DIST. El cosmos del SEC és etern sense començar o l'extrem, referent a això és similar a la Teoria de l'estat estacionari.
El proponent afirma que el seu model cosmològic ha superat totes les proves estàndards. Aquesta ”teoria” proporciona explicacions més simples que la del model estàndard de la cosmologia.

## Arrossegament de velocitats
Efemèrides científica és un fenomen integral en el concepte arrossegament còsmic, el predicció principal d'SEC. Les efemèrides del sistema solar són essencials per a la navegació de les naus espacials i per a tot tipus d'observacions espacials. La mecànica celeste és una teoria precisa, però hi ha fenòmens seculars, que no poden considerar-se adequadament per les efemèrides. Incerteses sobre les posicions planetàries es deuen a pertorbacions de nombrosos asteroides, les masses amb prou feines es coneixen, donant lloc a un resultat incert. Per tant, malgrat els esforços per evitar incerteses, la JPL, Laboratori de Propulsió a Jet, de revisar les seves efemèrides publicades a intervals de 20 anys.
L'arrossegament còsmic explica també el problema de la velocitat de rotació de les galàxias de manera alternativa a la matèria fosca i la dinàmica newtoniana modificació (o MOND). Un altre fenomen abans no explicat és la variació secular de les òrbites planetàries, de la part és d'origen cosmològic. Tal variació secular és tractada en detall per l'astrònom rus Kolesnik amb ajuda teòrica de Masreliez (2004). El resultat net és que un planeta accelera en la seva òrbita, mentre a poc a poc va caient cap al Sol. La relació del canvi en velocitat angular és segons SEC
{\displaystyle {\frac {d\omega }{dt}}=3\omega {H_{0}}}
on 1 / {\displaystyle {H_{0}}} és el  temps de Hubble iω és la velocitat angular accelerant. Aquest resultat ha d'ajudar a la JPL corregeix les seves efemèrides.
Aquest canvi petit causarà la Terra caure aproximadament 23 metres més a prop del Sol per any.

## Recepció
Krasinsky astrònom i Brumberg físic, són dos científics russos, els qui estan funcionaris en Commisson 4: Efemèrides Arxivat 2006-09-29 a Wayback Machine. de la Unió Astronòmica Internacional. Els dos publicar junts un article en 2004 citant Masreliez (1999) i discutint efectes de SEC. Sembla que no vas entendre bé la influència sobre òrbites en el sistema solar legant un "Apparent secular decret of the Gravitational constant G". No obstant això han modificat l'espai mètric de Masreliez per les seves intencions.
Encara que la teoria de Masreliez sobre un univers que s'està ampliant a l'escala s'ha donat a conèixer en publicacions revisades per experts durant més de deu anys, més recent (2010), ha d'encara ser considerada com protociència que encara no ha estat suficientment estudiada i valorada per la comunitat astrofísica. La teoria de la SEC és controvertit, ja que refuta la hipòtesi del big-bang, i ofereix explicacions alternatives per a la radiació de fons de microones còsmic i l'abundància dels elements lleugers. El que l'interès dels científics "mainstream" és fred, és probablement perquè no necessiten resultats d'aquest model, excepte en casos aïllats, quan es tracta de "nova física.
L'anomalia dels Pioneer és un problema la solució va resultar requereix una "nova física". Aquí, la nova cosmologia SEC proposa una fórmula exacta: {\displaystyle a_{p}=cH_{0}}